# Melker Hof

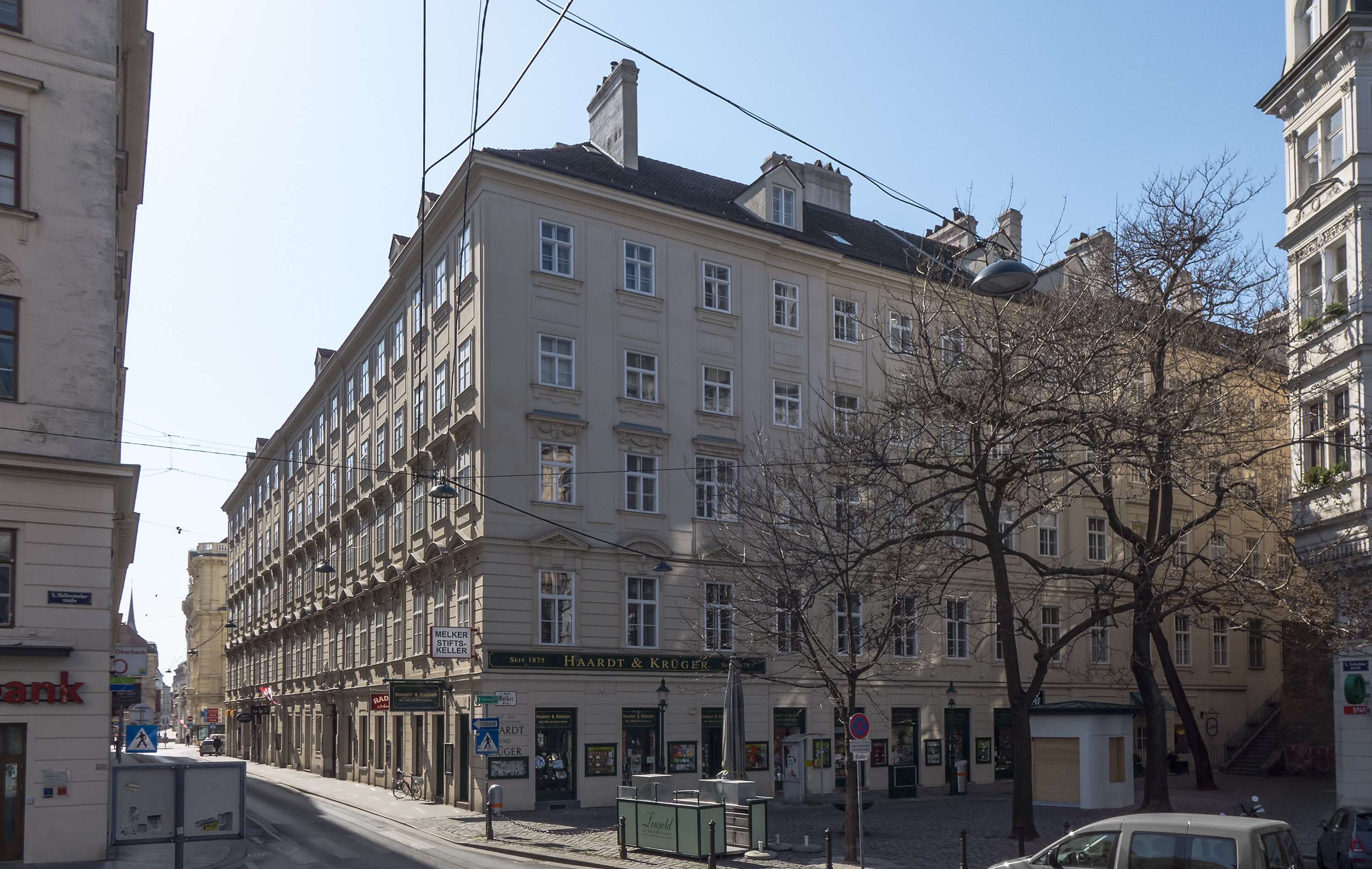
Melker Hof

Der Melker Hof ist ein im Besitz des Stiftes Melk befindlicher großer Wohnhof in Wien, der in seiner heutigen Form aus dem 18. Jahrhundert stammt. Er liegt an der Schottengasse 3–3a zwischen dieser, dem Mölker Steig und der Schreyvogelgasse im 1. Wiener Gemeindebezirk Innere Stadt.

## Geschichte

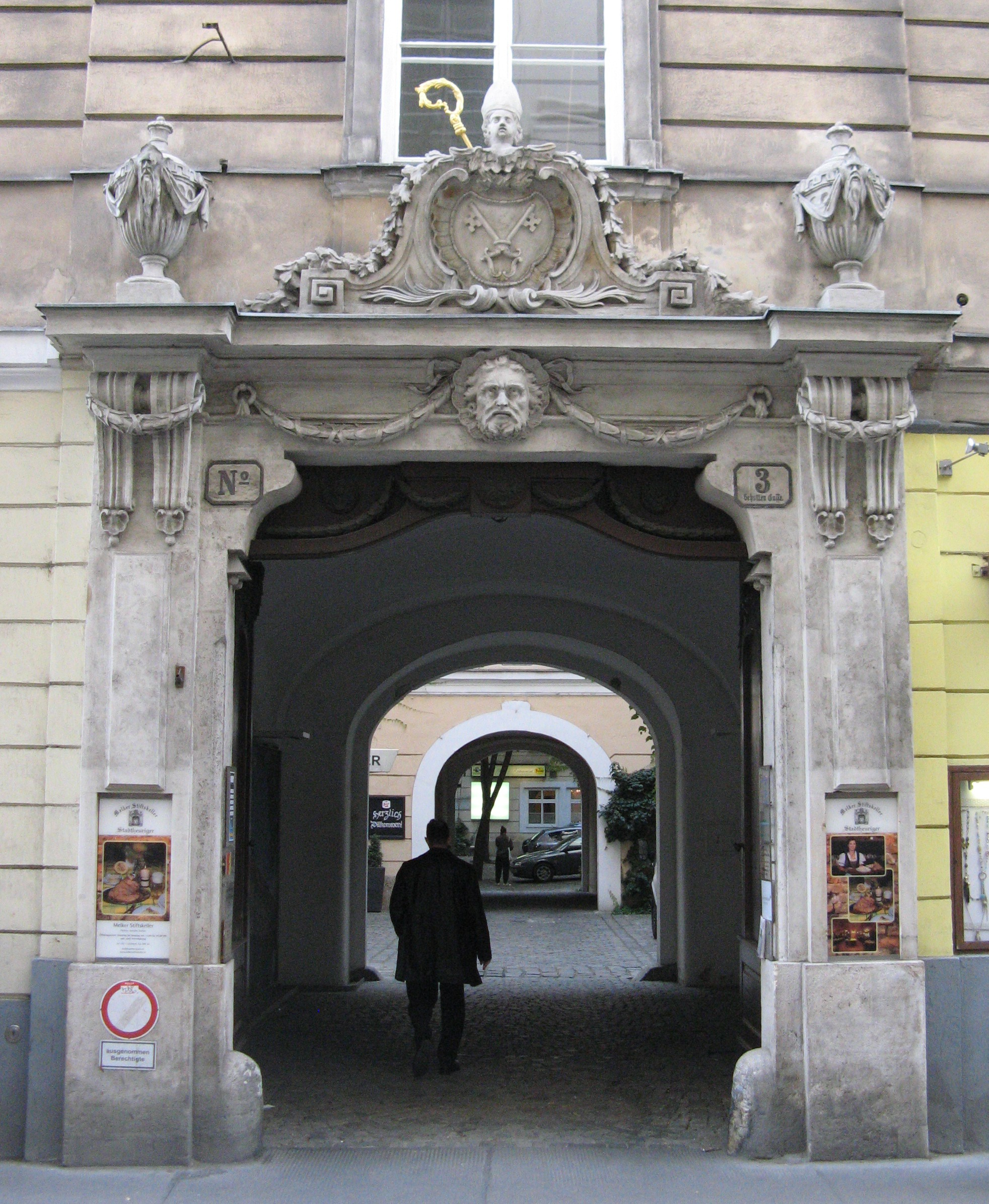
Tor und Einfahrt des Melker Hofes

Ein Besitz des Stiftes Melk vor dem Werdertor bestand möglicherweise bereits um 1252. Sicher ist jedenfalls, dass das Haus des Andre Dietram in Wien 1438 vom Stift gekauft wurde. Bei diesem Gebäude handelt es sich um den Kern des späteren Melker Hofes. Im Jahre 1510 wird das Haus erstmals Melker Hof genannt und eine Kapelle errichtet, die den Heiligen Leopold und Koloman geweiht war. Im Jahr 1631 wurde das benachbarte Haus des Andre Hans Räß, eines Wiener Bürgers, der in der Roßau auch das Wirtshaus Zum roten Hahn besaß, in den Melker Hof einbezogen. Die Adaptierung brachte die Hinzufügung eines größeren und eines kleineren Turms. Die letzte Erweiterung erfolgte 1770, als ein bereits auf der Mölker Bastei befindliches Haus des Bäckers Michael Asperl angekauft wurde. Aus all diesen Objekten schuf der Baumeister Josef Gerl bis 1774 den ansehnlichen Melker Hof in seiner heutigen Ausdehnung, wobei er auch die Kapelle im Rokoko-Stil veränderte. Zur gleichen Zeit erfolgte ein niedriger Zubau am Mölker Steig 4. Ernst Koch führte 1813–1814 Adaptierungen durch. Am 30. Juli 1862 brach Feuer aus und zerstörte den Dachstuhl. Bei der Sanierung danach stockte Franz Schlirholz den Baukomplex um ein 4. Geschoß auf. Am 10. September 1944 wurde der Melker Hof durch Bomben schwer getroffen. Heute befindet sich im Bereich der nordwestlichen Ecke ein bekanntes Trachtengeschäft der Gexi Tostmann. Die Geschäftsfrau hat bis 1992 Kellerräumlichkeiten denkmalpflegerisch restaurieren und in ihr Geschäft einbeziehen lassen, in denen ein Advent- und Weihnachtsbasar abgehalten wird.

## Baubeschreibung
Beim Melkerhof handelt es sich um einen barockklassizistischen Stiftshof, der ursprünglich an drei Seiten freistand, und um 4 Innenhöfe angelegt wurde. Die mächtige Fassade ist lediglich durch flache Risalite gegliedert. In Höhe der Beletage wechseln dreieck- und segmentgiebelverdachte Fenster mit Masken und Plattendekor. In den Obergeschoßen reihen sich die Fenster additiv aneinander und sind durch Plattendekor voneinander abgesetzt. Die beiden Lisenenportale an der Schottengasse zeigen an ihren Schulterbogenöffnungen Masken, darüber befinden sich auf Gesimsen Vasen und Melker Stiftswappen mit Abtbüsten. Die Fassaden der Innenhöfe sind teilweise genutet und weisen Lisenen und Plattendekor auf. Im 2. Hof befindet sich eine Gedenktafel für Bombenopfer des Melkerhofes im Jahre 1944.

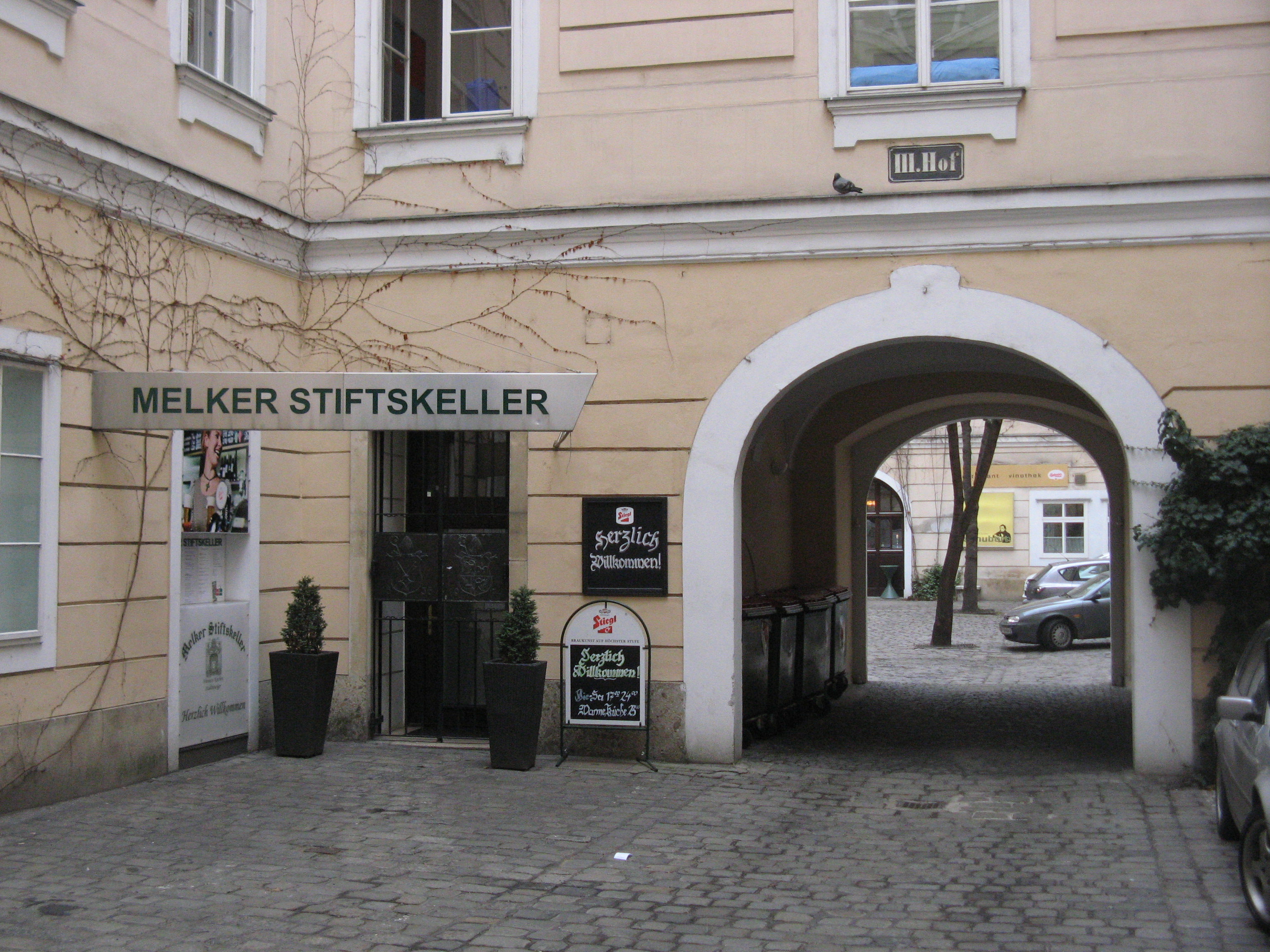
Melker Stiftskeller

Im Gebäude befindet sich der bekannte Melker Stiftskeller. Er ist einer der ältesten Weinkeller Wiens. 1629 erhielt das Stift Melk von der Gemeinde Wien die Erlaubnis, jährlich 40 Fuder Wein aus den stiftseigenen Weingärten in den Stiftshof einzuführen. 1722 war das Stift auch von der Getränkesteuer befreit. Der kreuzgratgewölbte Einpfeilerraum stammt noch aus der Erbauungszeit.
Im Hintertrakt ist eine ehemalige Sala terrena bemerkenswert mit Deckengemälde von Johann Baptist Wenzel Bergl, das Putten mit einem Blumenkorb darstellt. In der anschließenden Gaststube befindet sich das sogenannte Schwind-Stüberl mit Wandgemälden von Günter Frank und Marianne Cornelius, die Franz Schubert und Moritz von Schwind mit Musen zeigen.

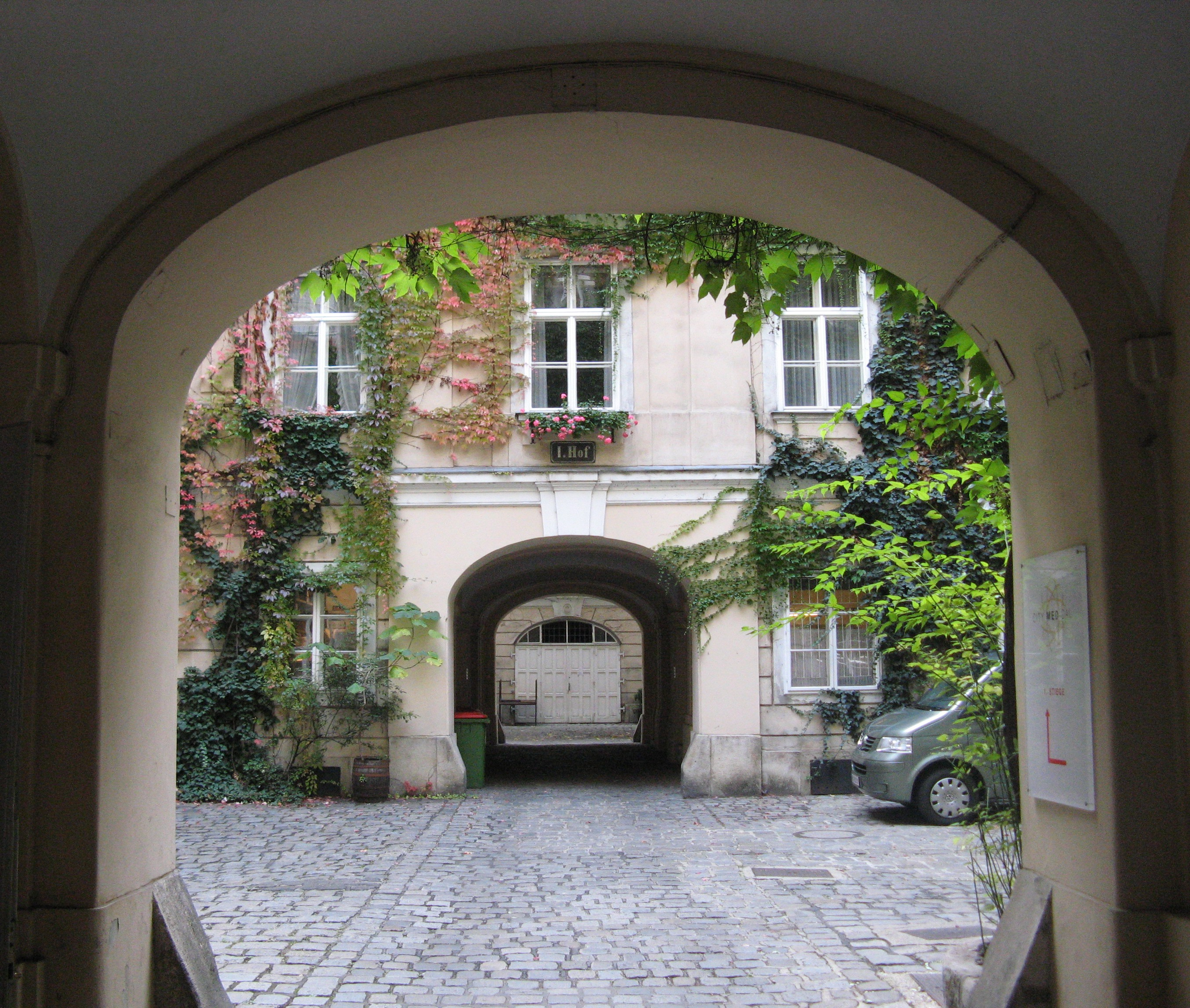
Blick in die Innenhöfe des Melkerhofes

## Melkerhofkapelle
In der Beletage der 6. Stiege befindet sich die ehemalige Abtwohnung mit Rokokostuckdecke und Gemälden der Heiligen Sebastian, Nikolaus und Rochus aus der ersten Hälfte des 17. Jahrhunderts. Hier gelangt man auch zur bedeutenden Rokoko-Kapelle Mariae Himmelfahrt von Josef Gerl, die 1773 geweiht wurde. Der Saalbau mit abgerundeten Ecken öffnet sich an der Rückwand im Obergeschoß durch 3 Bögen zu einer Empore über der Sakristei. Die bemerkenswerten illusionistischen Deckengemälde stammen von Johann Bergl. Der bedeutende Hochaltar zeigt das Bild Mariä Himmelfahrt von Martin Johann Schmidt von 1773. Die seitlich davon angebrachten vergoldeten Skulpturen der Apostel Petrus und Paulus sind in der Art Johann Georg Dorfmeisters. Die Gemälde der Seitenaltäre stammen ebenfalls von Martin Johann Schmidt, links Martyrium des heiligen Koloman und rechts Der sterbende heilige Benedikt. Das bedeutende holzgeschnitzte Melkerhof-Kruzifix vom Ende des 12. Jahrhunderts wurde 1989 ins Stift Melk transferiert.